# Hippolyte Carnot
Lazare Hippolyte Carnot, född 6 oktober 1801 och död 16 mars 1888, var en fransk politiker. Han var son till politikern Lazare Carnot och bror till vetenskapsmannen Nicolas Léonard Sadi Carnot. Hippolyte Carnot var far till presidenten Marie François Sadi Carnot och mineralogen Adolphe Carnot.
Carnot följde sin far i landsflykt efter slaget vid Waterloo och återvände till Frankrike först 1823. Carnot anslöt sig till den liberala oppositionen under restaurationen, och var under en tid anhängare av Henri de Saint-Simons läror och deltog i gatustriderna under 1830 års revolution. 
Som deputerad för Paris 1839, tog han aktiv del i den oppositionskampanj, som medförde Ludvig Filips fall. Några månader 1848 var han undervisningsminister, under vilken tid han lade fram lagen om fri och obligatorisk folkskoleundervisning och även arbetade för förbättring av folkskollärarnas ställning. 
Under kejsardömet valdes han till deputerad 1852 och omvaldes 1857. Han vägrade avlägga trohetsed till kejsaren och deltog endast 1864 i deputeradekammarens sammanträden, varvid han tillhörde de 35 oppositionsmännens grupp. Under tredje republiken valdes han till deputerad 1871 och till senator på livstid 1875. 
Carnot författade ett stort antal tidnings- och tidskriftsartiklar, sociala, historiska och politiska studier. På svenska finns Franska revolutionen (1789-1804) (La revolution française, résumé historique) i översättning av Otto Wilhelm Ålund (Bonnier, 1889).